# Якоб Каспер
Якоб Каспер (нім. Jakob Kasper; 3 вересня 1874, Регенсбург — 19 червня 1955, Мюнхен) — німецький офіцер, генерал-лейтенант вермахту.

## Біографія
14 липня 1893 року вступив в Баварську армію. Учасник Першої світової війни, служив на штабних посадах. 9 квітня 1920 року звільнений у відставку, проте того ж дня повернувся в армію як цивільний службовець управління обробки сухопутних військ в Баварії. З 1 квітня 1921 року — керівник філіалу Імперського архіву в Мюнхені. 1 березня 1924 року перейшов в ландвер, служив в штабі 7-го військового округу. З 1 жовтня 1933 року — офіцер земельної оборони, служив в штабі інспекції поповнення в Мюнхені. 31 грудня 1937 року звільнений у відставку. 26 серпня 1939 року переданий в розпорядження сухопутних військ і 12 вересня очолив штаб 7-го військового округу. В січні 1943 року відправлений в резерв. 31 серпня 1943 року остаточно звільнений у відставку.

## Звання
- Офіцер-аспірант (14 липня 1893)
- Фенріх (23 січня 1894)
- Лейтенант (4 березня 1895)
- Оберлейтенант (28 жовтня 1904)
- Гауптман (25 вересня 1909)
- Майор (7 січня 1914)
- Оберстлейтенант запасу (17 травня 1920)
- Оберст у відставці (1 лютого 1927)
- Оберст (1 жовтня 1933)
- Генерал-майор запасу (31 грудня 1937)
- Генерал-майор до розпорядження (1 лютого 1941)
- Генерал-лейтенант до розпорядження (1 серпня 1942)

## Нагороди
- Медаль принца-регента Луїтпольда
- Залізний хрест 2-го і 1-го класу
- Військовий хрест Фрідріха-Августа (Ольденбург) 2-го і 1-го класу
- Орден «За військові заслуги» (Баварія) 4-го класу з короною і мечами
- Орден Альберта (Саксонія), лицарський хрест 1-го класу з мечами
- Хрест «За вислугу років» (Баварія) 2-го класу
- Королівський орден дому Гогенцоллернів, лицарський хрест з мечами
- Почесний хрест ветерана війни з мечами
- Медаль «За вислугу років у Вермахті» 4-го, 3-го, 2-го, 1-го і особливого класу (40 років)
- Хрест Воєнних заслуг 2-го класу з мечами